# Màquina de vapor de Corliss

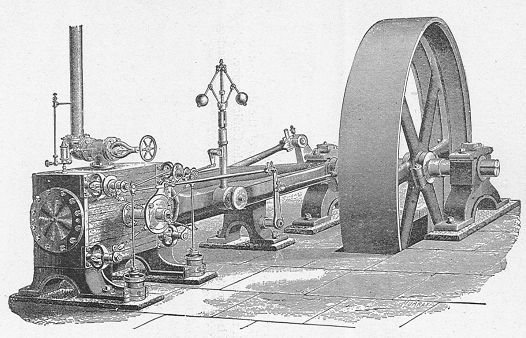
Una màquina de vapor de Corliss.

Una màquina de vapor de Corliss, en anglès: Corliss steam engine o Corliss engine) és una màquina de vapor, que disposa de vàlvules de rotació i amb distribució de vàlvules variable (variable valve timing) patentada el 1849, inventada per George Henry Corliss a Providence (Rhode Island).
La màquina de vapor de Corliss tenia la millor eficiència tèrmica d'entre tots els tipus de màquies de vapor estacionàries. Aquest increment d'eficiència feia la màquina de vapor més econòmica que l'energia hidràulica, permetent el desenvolupament industrial lluny dels molins d'aigua.
Les màquines de Corliss típicament es feien servir de manera estacionària per a produir energia elèctrica. Algunes d'aquestes van arribar a romandre en servei fins al segle xxi, com per exemple, les màquines de Hook Norton Brewery i la Distillerie Dillon.
Les màquines de Corliss tenien 4 vàlvules per cada cilindre.